# Lacul Maggiore

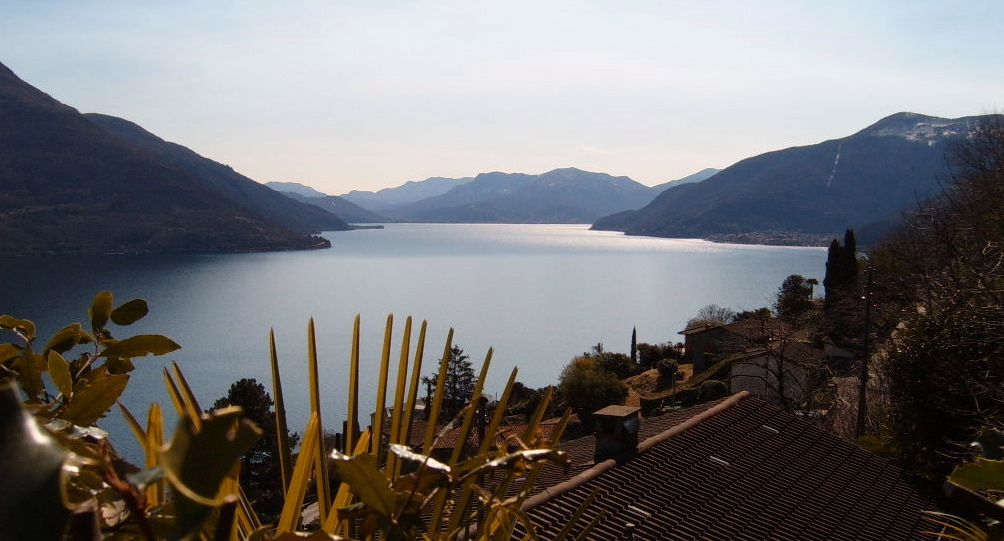
Lacul Maggiore

Lago Maggiore (Lago Verbano lat. Lacus Verbanus franc. Lac Majeur)  este un lac care se află 80,1 %  în regiunile italiene Piemont,  Lombardia și 19,9 % în cantonul Ticino din Elveția. El este traversat de râul Ticino un afluent al Padului. Lago Maggiore se află la altitudinea de 193 m deasupra n.m., el întinde pe o suprafață de 212,5 km² și are adâncimea maximă de 372 m. După Lacul Garda este al doilea lac ca mărime în Italia și cel mai adânc lac din Elveția. Lacul este de origine glaciară el se află amplasat în Câmpia Padului  (ital. Pianura Padana). Bazinul hidrografic al lacului ocupă o suprafață de 6.386 km² din care 3.326 km² se află în Elveția și 3.060 km² în Italia. Anual din lac sunt pescuite 150 tone de pește.

## Afluenți
Tessin (Ticino), Maggia, Toce, San Bernardino, Erno, Boesio, Tresa, Verzasca

## Localități riverane
Elveția
Gerra, San Nazzaro, Vira (Gambarogno), Magadino, Tenero, Locarno, Ascona, Ronco, Brissago, Gambarogno
Piemont
Arona, Meina, Lesa, Belgirate, Stresa, Baveno, Verbania, Ghiffa, Oggebbio, Cannero Riviera, Cannobio
Lombardia
Angera, Ranco, Ispra, Laveno-Mombello, Castelveccana, Porto Valtravaglia, Brezzo di Bedero, Germignaga, Luino, Maccagno, Tronzano Lago Maggiore, Pino sulla Sponda del Lago Maggiore